# No Corre
No Corre é um sitcom brasileiro, estrelado por Marco Luque produzido pela Formata e exibido pelo canal Multishow. Conta com direção geral de Calvito Leal e Duda Vaisman e teve sua estreia em 13 de novembro de 2023 no canal pago.
Após boa repercussão no canal por assinatura, a primeira temporada ganhou uma reapresentação na TV Globo, sendo transmitida de 28 de abril a 21 de julho de 2024 nas noites de domingo, sendo exibido após o Fantástico, cobrindo a pausa das temporadas inéditas do Vai que Cola. No entanto, o humorístico citado passaria a ser exibido apenas nas madrugadas e o programa foi substituído pelo Domingo Maior até a estreia do Estrela da Casa.

## Premissa
A trama se passa no bairro da Mooca, quando Jackson Faive (Marco Luque),chega ao ponto de encontro de alguns de motoboys e se junta a eles, dividindo parcerias, os perrengues e as situações mais hilárias vividas pelo grupo. Nóia (Cezar Maracujá) é seu colega de trabalho, um tanto paranoico, meticuloso e obcecado por organização. Seu grande objetivo é se tornar um entregador cinco estrelas. Por outro lado, o romântico Galante (Thardelly Lima) se apaixona a cada entrega, mas guarda um crush secreto em Lorona (Luciana Paes). Já Velozo (Jhonny Klein) se exibe como um cachorro louco, mas na verdade é apenas um pinscher que não assusta ninguém. Ele se faz de durão pilotando sua mobilete em alta velocidade, mas sua aparência não corresponde ao seu estilo de vida. Embora se diga fã de rap, ouve sertanejo às escondidas.

## Elenco
| Ator/Atriz        | Personagem        | Temporadas | Temporadas |
| Ator/Atriz        | Personagem        | 1ª (2023)  | 2ª (2024)  |
| ----------------- | ----------------- | ---------- | ---------- |
| Marco Luque       | Jackson Faive     |            |            |
| Cezar Maracujá    | Noiá              |            |            |
| Thardelly Lima    | Galante           |            |            |
| Luciana Paes      | Lorona            |            |            |
| Jhonny Klein      | Velozo            |            |            |
| Bruna Braga       | Cleide            |            |            |
| Érico Brás        | Bolonhesa         |            |            |
| Gaby Amarantos    | Ermelinda         |            | —          |
| Édgar Vivar       | Seu Manolo        |            | —          |
| Lúcio Mauro Filho | Antônio (Toninho) |            | —          |
| Solange Couto     | Marizete          | —          |            |
| Ellen Rocche      | Tiffany Estrela   | —          |            |

## Participações Especiais
| Ator/Atriz          | Personagem          | Episódio                                          |
| 1º Temporada (2023) | 1º Temporada (2023) | 1º Temporada (2023)                               |
| ------------------- | ------------------- | ------------------------------------------------- |
| Serginho Groisman   | Ele Mesmo           | Episódio 2: Dia da Furtuna                        |
| Marcos Pitombo      | Ele Mesmo           | Episódio 2: Dia da Furtuna                        |
| Welder Rodrigues    | Andrade             | Episódio 3: Pet Pelúcia Episódio 6: O Golpe Tá Ai |
| Ana Hikari          | Karen               | Episódio 4: Hoje é Seu Dia                        |
| Solange Couto       | Marizete            | Episódio 5: Sextou                                |
| Evelyn Castro       | Tati                | Episódio 6: O Golpe Tá Ai                         |
| Ary França          | Haroldo             | Episódio 6: O Golpe Tá Ai                         |
| Falcão              | Ele mesmo           | Episódio 8: Carlos Sumiu                          |
| Cláudia Raia        | Claudinha           | Episódio 9: Feito de Açúcar                       |
| Micheli Machado     | Nat                 | Episódio 10: O Ponte é Nosso                      |
| Samuel de Assis     | Feioso              | Episódio 11: Complicado e Perfeitinho             |
| Maria Bopp          | Raquel              |                                                   |
| Rosi Campos         | Fafá                |                                                   |
| Tiago Abravanel     |                     |                                                   |
| Francisco Cuoco     |                     |                                                   |
| Lexa                |                     |                                                   |
| Emicida             |                     |                                                   |
| 2º Temporada (2024) |                     |                                                   |
| Betty Gofman        | Jane                | Episódio 1: Ninguém É Perfeito                    |
| Betty Gofman        | Sarah               | Episódio 1: Ninguém É Perfeito                    |

## Temporadas
| Temporada | Temporada | Transmissão original   | Transmissão original  | Número de Episódios |
| Temporada | Temporada | Estreia                | Final                 | Número de Episódios |
| --------- | --------- | ---------------------- | --------------------- | ------------------- |
|           | 1         | 13 de novembro de 2023 | 8 de dezembro de 2023 | 20                  |
|           | 2         | 19 de agosto de 2024   | ( )                   | 20                  |